# PTI-3
PTI-3是一种基于吲哚-3-噻唑结构的合成大麻素，曾作为一种狡詐家藥物进行销售。该物质于2020年首次在匈牙利被发现，并于2021年6月在意大利被列为非法物质。

## 相关
- PTI-1
- PTI-2